# Carl Abraham Gütschow
Carl Abraham Gütschow (* 1735 auf Gut Buschenhagen; † 2. Februar 1798 in Lübeck) war Advokat, Kaufmann und Ratsherr der Hansestadt Lübeck.

## Leben
Carl Abraham Gütschow war der Sohn des Gutsbesitzers Bartholomäus Gottfried Gütschow († 1745) auf Gut Buschenhagen in Schwedisch-Pommern. Er studierte ab 1752 Rechtswissenschaften an den Universitäten Greifswald, 1754 Rostock und Jena (1757–1761), wo er 1761 gemeinsam mit dem Lübecker Adolph Friedrich Dehns Freimaurer in der Loge Zu den drei Rosen wurde. Nach dem Studium wurde er zunächst Advokat in Rostock. Er wechselte jedoch 1765 den Beruf und trat als Kaufmann in das Handelsgeschäft des Lübecker Kaufmanns, späteren Ratsherrn und Bürgermeisters Anton Diedrich Wilcken ein, dessen einzige Tochter Sophie Hedwig er 1765 ehelichte. Für die Firma bereiste er als Juniorpartner seines Schwiegervaters die Länder Skandinaviens. Er wurde (wie sein Schwiegervater) Mitglied der Schonenfahrer in Lübeck und 1772 deren Ältermann. Nach dem Tode seines Schwiegervaters wurde er 1792 zum Ratsherrn in Lübeck gewählt.
Der Syndicus Anton Diedrich Gütschow und der Ratsherr Heinrich Albrecht Gütschow, der als Kaufmann die Weinhandlung C. A. Gütschow & Sohn fortführte, waren seine Söhne.